# Samou-Gabondi
Pour les articles homonymes, voir Samou.
Samou-Gabondi est une commune rurale située dans le département de Bogandé de la province de la Gnagna dans la région de l'Est au Burkina Faso.

## Santé et éducation
Le centre de soins le plus proche de Samou-Gabondi est le centre de santé et de promotion sociale (CSPS) de Samou et, pour les soins plus lourds, le centre médical et chirurgical de Bogandé.